# Грибенко Володимир Іванович
Грибенко Володимир Іванович (1935  — 1991 ) — український письменник і журналіст.

## Біографія
Закінчив Вищу партійну школу при ЦК Компартії України. Працював редактором обласної газети «Молодь Черкащини» у Черкасах. Автор трьох фантастично-пригодницьких повістей. Фантастична повість «Фабрика геніїв» вийшла у 1976 році окремою книжкою. Головний герой повісті, зарубіжний учений, використовуючи сучасні досягнення кібернетики і нейрохірургії, організував торгівлю людською геніальністю. Інші дві — «Шлях Мардука» та «Спадкоємець Безсмертного» — було опубліковано в журналі «Знання та праця».

## Твори
- Грибенко В. І. Фабрика геніїв. — Київ: Молодь, 1976. — 104 с.

### Публікації в періодиці
- Грибенко В. Фабрика геніїв: повість // Знання та праця. — 1973. — № 6. — С. 20–23; № 7. — С. 22–25; № 8. — С. 22–26; № 9. — С. 21–24.
- Грибенко В. Шлях Мардука: повість // Знання та праця. — 1974. — № 11. — С. 22–26; № 12. — С. 22–26.
- Грибенко В. Спадкоємець Безсмертного: уривок із повісті // Знання та праця. — 1978. — № 12. — С. 20–22.